# 春風亭柳朝 (5代目)
五代目 春風亭 柳朝（しゅんぷうてい りゅうちょう、1929年10月29日 - 1991年2月7日）は、東京市芝区（現：東京都港区）新橋出身の落語家。本名：大野 和照。生前は落語協会所属。出囃子は『さつまさ』。

## 経歴
旧制正則中学在学中に、志願して海軍に衛生兵として入隊。
その後は職を転々とし、1950年3月、五代目蝶花楼馬楽（後の八代目林家正蔵、林家彦六）に入門し小照を名乗る。翌1951年に一旦は転職するも、翌1952年に再入門。林家正太を名乗る。翌1953年5月、二ツ目に昇進し、照蔵に改名。1962年5月、真打に昇進し、五代目春風亭柳朝を襲名する。
亭号が「春風亭」になったのは、師匠が「林家正蔵」の名跡を七代目正蔵の遺族である初代林家三平より一代限りの条件で借り受けていたことから、三平に配慮して自分の弟子が真打に昇進したときは他の亭号に変えさせていたためである。「春風亭」の名跡は落語協会にもあったが、八代目春風亭柳枝没後封印されていた。そのため日本芸術協会（現：落語芸術協会）会長の六代目春風亭柳橋に面会し、柳朝を名乗ることの了承を得た。
1960年代はテレビ、ラジオでも顔を売り、七代目立川談志、三代目古今亭志ん朝、五代目三遊亭圓楽とともに「落語若手四天王」と呼ばれた。
1972年、五代目柳家小さんが落語協会会長に就任すると同時に、同協会専務理事に就任。のちに常任理事に就任した。
1980年、2番弟子の春風亭小朝が36人抜きで真打昇進。このことは当時の大ニュースとなり、柳朝は押しも押されもせぬ大幹部となる。
1982年1月、師匠彦六と死別。同年12月には脳梗塞に倒れ、高座復帰が叶わぬまま9年あまりの闘病生活を経て、1991年2月7日に死去した。61歳だった。

## 追善興行
2003年2月11日～20日の鈴本演芸場夜席で、「五代目春風亭柳朝十三回忌追善興行 柳朝十八番集」興行が行われた。トリは一番弟子の春風亭一朝と三番弟子の春風亭正朝が5日ずつ務めてネタ出しをして故人の得意演目を口演。中トリで春風亭小朝が「芝浜」を連日演じ、春風亭勢朝が「柳朝一代記」で生前の姿を鮮やかに伝えた。
2023年2月11日～20日の浅草演芸ホール昼席で、直弟子の春風亭小朝プロデュースにより「五代目春風亭柳朝 三十三回忌追善興行」公演が行われた。トリは孫弟子にあたる春風亭柳朝（6代目）。舞台上手には花に囲まれた五代目の写真が飾られ直弟子や孫弟子が多数登場、彦六門下で五代目柳朝の弟弟子にあたり現在円楽一門会に所属する三遊亭好楽（林家九蔵）も顔付けされた。落語協会の興行に他団体に所属の落語家が出演するのは極めて異例で、満員札止めも記録する大入りとなった。

## 芸歴
- 1950年3月 - 五代目蝶花楼馬楽に入門、前座名「小照」を名乗る。
- 1951年 - 廃業。
- 1952年 - 馬楽改メ八代目林家正蔵に再入門、「正太」を名乗る。
- 1953年5月 - 二ツ目昇進、「照蔵」に改名。
- 1962年5月 - 真打昇進、「五代目春風亭柳朝」を襲名。

## 人物
林家彦六一門の総領弟子。
七代目立川談志の前座時代、談志に最も辛く当たった先輩であり、談志曰く「よく苛められたんだよ」という。しかし、当の柳朝は「そんなに苛めたかな？」と記憶になかった様子である。
日曜演芸会（後の末広演芸会、テレビ朝日） の大喜利（末広珍芸シリーズ）にレギュラーとして出演し、しばしば柳家小せん (4代目)のいじめ役を演じた。
『笑点』（日本テレビ）にも何回か出演した。1979年の「師弟大喜利」では、弟弟子初代林家木久蔵（現：木久扇）の師匠役として出演した。これは師匠彦六が旅行中で不在だったためである。1981年の「師弟大喜利」では、師匠彦六は木久蔵の師匠として、柳朝は弟弟子林家九蔵の師匠役として参加した。同年10月4日に放送された九蔵の真打昇進披露にも出演した。
愛川晶の落語ミステリ『神田紅梅亭』シリーズの名探偵「山桜亭馬春」のモデルであり、出囃子なども踏襲しているが、年齢的には上にややずらして、60歳で脳梗塞に倒れて療養中の大名人として描かれている。
正岡容が新聞の演芸評で、師匠正蔵を酷評した。それを新宿末広亭の楽屋で読んだ正蔵がカンカンに怒り「正岡の野郎、ただじゃおかねえ!」と得意の芝居噺のごとく見得を切った。するとその場に居合わせた照蔵がすかさず「師匠、あっしに任せて下さい。正岡は生かしちゃおきません。これから野郎の命を取ってきます！」と言い、着ていた着物を尻っぱしょりすると、たすき十字にあやなして、手拭いでねじり鉢巻きをして、芝居の喧嘩支度をした。それを見ていた前座のさん生はつい笑ってしまったという。
三遊亭金翁（2代目・当時三遊亭金馬（4代目））が師匠の三遊亭金馬（3代目）死去後に落語協会に所属する際、香盤をどこにするかもめたが、柳朝が「俺は金馬さんの後ろでいい」と言って収まった。このことを金翁は「生涯柳朝さんに恩義を感じる」と語り、柳朝が倒れてからも中元歳暮は欠かさず、少なからぬ額の現金を柳朝に贈っていたという。
孫弟子の春風亭一之輔が「笑点」メンバー入りし、弟弟子の林家木久扇(2024年3月まで)、三遊亭好楽(正蔵門下時代は林家九蔵)の二人と共演している。

## CD・DVD

### CD
NHK落語名人選
- NHK落語名人選 46 五代目 春風亭柳朝（1993年、ポリドール） - 収録演目：『つき馬』『佃祭』
- NHK落語名人選 99 五代目 春風亭柳朝（1996年、ポリドール） - 収録演目：『天災』『大工調べ』

日本伝統文化振興財団
- 五代目 春風亭柳朝 1（2002年、日本伝統文化振興財団） - 収録演目：『蛙茶番』『井戸の茶碗』『道具屋』
- 五代目 春風亭柳朝 2（2002年、日本伝統文化振興財団） - 収録演目：『粗忽の釘』『品川心中』『やかん』
- 五代目 春風亭柳朝 3（2002年、日本伝統文化振興財団） - 収録演目：『宿屋の仇討』『船徳』『浮世床』
- 五代目 春風亭柳朝 4（2002年、日本伝統文化振興財団） - 収録演目：『寝床』『掛け取り』『一眼国』

なごやか寄席シリーズ
- なごやか寄席シリーズ 五代目 春風亭柳朝 1（2010年、USMジャパン） - 収録演目：『井戸の茶碗』『船徳』
- なごやか寄席シリーズ 五代目 春風亭柳朝 2（2010年、USMジャパン） - 収録演目：『蛙茶番』『品川心中』
- なごやか寄席シリーズ 五代目 春風亭柳朝 3（2010年、USMジャパン） - 収録演目：『粗忽の釘』『道具屋』
- なごやか寄席シリーズ 五代目 春風亭柳朝 4（2010年、USMジャパン） - 収録演目：『寝床』『火焔太鼓』

昭和の名人〜古典落語名演集
- 昭和の名人〜古典落語名演集 五代目春風亭柳朝 一（2010年、キングレコード） - 収録演目：『錦の袈裟』『浮世床』『掛け取り』
- 昭和の名人〜古典落語名演集 五代目春風亭柳朝 二（2010年、キングレコード） - 収録演目：『三味線栗毛』『寝床』『船徳』『義眼』

### DVD
- 古典落語名作選 其の五（2002年、NHKエンタープライズ） - 収録演目：『宿屋の仇討』
- NHK DVD 落語名作選集 五代目 春風亭柳朝（2006年、ユニバーサルJ） - 収録演目：『粗忽の釘』『鮑のし』

## 出演

### テレビドラマ
- 特別機動捜査隊 第375回「鶏はふたたび鳴く」（1969年、NET） - 根上・金助 二役
- 必殺からくり人・血風編 第6話「悲恋を葬る紅い涙」（1976年） - 蛙の彦六

### テレビ演芸
- 日曜演芸会(後の末広演芸会、テレビ朝日) の大喜利(末広珍芸シリーズ)にレギュラー出演

### 映画
- おかしな奴 (1963年) とん平
- 甘い汗 (1964年) 貞代の兄・栄作
- いれずみ突撃隊 (1964年) 今井一等兵
- 花のお江戸の無責任 (1964年) 灸の坊主
- 勇者のみ　フランク・シナトラ監督、1965年
- 落語野郎 大脱線（1966年）
- 落語野郎 大馬鹿時代 (1966年)
- 落語野郎 大泥棒 (1967年)
- 喜劇 三億円大作戦（1971年）
- の・ようなもの （1981年）- 有名落語家 役

## 関連書籍
- 吉川潮『江戸前の男 春風亭柳朝一代記』新潮社、1996年5月。ISBN 9784104118014。
1999年に新潮社文庫 ISBN 9784101376219、2007年にランダムハウス講談社文庫 ISBN 9784270101384で復刊。

## 一門弟子
- 春風亭一朝
- 春風亭小朝
- 春風亭正朝
- 春風亭勢朝 - 柳朝没後小朝一門に移籍
- 春風亭茶々丸 - 柳朝没後小朝一門に移籍(後：いなせ家半七)

### 移籍
- 林家時蔵 - 彦六没後柳朝一門に移籍し、柳朝没後は林家木久扇一門に移籍

### 廃業
- 春風亭清朝（一朝と小朝の間）
- 春風亭宗朝（正朝と勢朝の間）